# Xã Spring Creek, Quận Becker, Minnesota
Xã Spring Creek (tiếng Anh: Spring Creek Township) là một xã thuộc quận Becker, tiểu bang Minnesota, Hoa Kỳ. Năm 2010, dân số của xã này là 114 người.